# Phrynobatrachus krefftii
Phrynobatrachus krefftii é uma espécie de anfíbio da família Petropedetidae.
É endémica da Tanzânia.
Os seus habitats naturais são: florestas subtropicais ou tropicais húmidas de baixa altitude, regiões subtropicais ou tropicais húmidas de alta altitude, rios, pântanos, marismas de água doce, marismas intermitentes de água doce, jardins rurais, florestas secundárias altamente degradadas e lagoas.
Está ameaçada por perda de habitat.